# La cara oculta de la luna
La cara oculta de la luna es una telenovela cubana rodada en el año 2005 y transmitida en el año 2006 por el canal cubano Cubavisión.

## Escritor
- Freddy Domínguez

## Directores
- Virgen Tabares
- Rafael Puldón
- Cheíto González

## Trama
Narra la historia de 5 personas que poseen diferentes edades y nivel sociocultural, las cuales han sido contagiadas con Infecciones de Transmisión Sexual, las cuales acuden a la consulta de Línea Ayuda (programa cubano de ayuda a personas con VIH/SIDA-ITS). En la misma, cada uno de los protagonistas va narrando su historia.

## Polémica
Esta telenovela llamó la atención de la prensa extranjera, reflejándose en diarios como La Jornada de México y en agencias de prensa como EFE, AFP o IPS que, a su vez, dan cuenta de la polémica desatada en la mayor de las Antillas debido al contenido que se trata en ella. Lo cierto es que la intención de la telenovela es representar la realidad con sus contradicciones, aceptar la diferencia, reconocer la verdad del otro, y llamar la atención sobre el peligro de las ITS/VIH/SIDA, que a cualquiera le puede alcanzar, sin distinción de sexos y entornos sociales.

## Reparto
- Saily Cabezas
- Alain Aranda
- Enrique Bueno
- María Karla Fernández
- Felito Lahera
- Armando Tomey
- Taimi Albariño
- Luisa Maria Jimenes
- Nestor Jimenes

## Otros actores que participaron
- Cristina Palomino
- Erman Xor Oña
- Blanca Rosa Blanco
- Alfredo Martínez
- Montse Duane
- Ketty de la Iglesia

- Datos: Q5966005